# Green New Deal

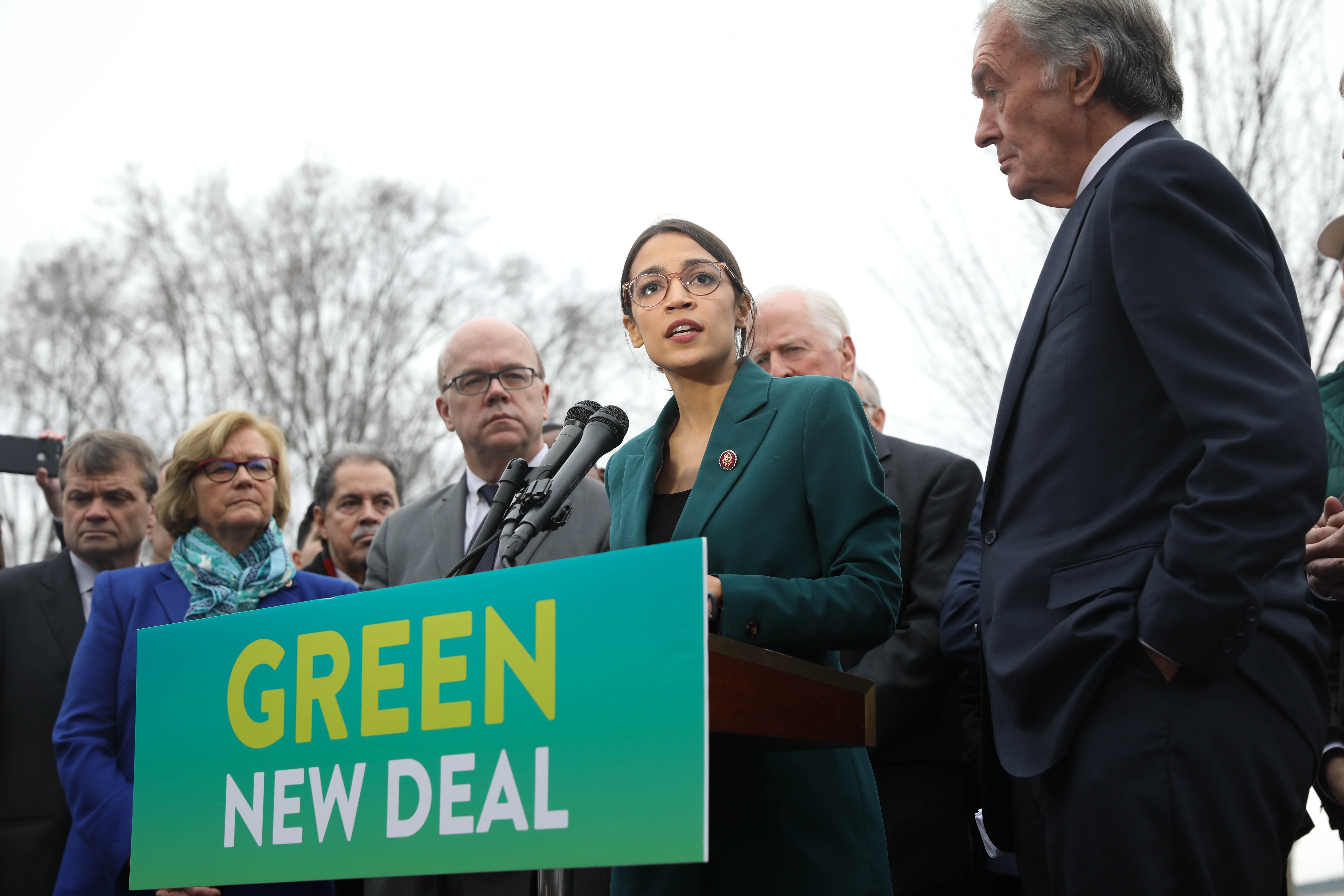
Alexandria Ocasio-Cortezová

Green New Deal (GND, česky Zelený nový úděl, Nová zelená dohoda) je navrhovaný ekonomický pobídkový program v USA, který se snaží řešit jak změnu klimatu, tak ekonomickou nerovnost ve společnosti. Pojmenování programu je inspirováno Rooseveltovým programem New Deal. Zastánci GND chtějí, aby byl implementován Rooseveltovským přístupem k ekonomice (participace státu na „zelených pobídkách“) se zavedením nových technologií jako obnovitelné zdroje energie a optimalizace zdrojů.

## Historie
Pojem „Green New Deal“ poprvé roku 2007 použil americký novinář Thomas Friedman. Roku 2008 vydala britská Green New Deal Group zprávu „A Green New Deal“.

## Program
Green New Deal v původním anglickém znění má jen 14 stran textu. Z nich prvních sedm, tedy zhruba polovina, popisuje aktuální ekologické problémy a následky v případě ignorování problémů; druhá polovina pak nastiňuje možnosti, jak řešení problémů napojit na ekonomiku, zaměstnanost, úlohu státu, řešení sociální nerovnosti a další. Green New Deal neobsahuje konkrétní řešení ekologické krize, je to nezávazná koncepce, v jejímž rámci by mohly být systematicky řešeny problémy spojené s globálním oteplováním, resp. změnou klimatu.
Ve Spojených státech má Grean New Deal největší podporu u progresívních politiků, tzv. Justice Democrats; u korporátních demokratů má jen vlažnou, ne příliš pronikavou podporu a téměř zcela je program odmítán mezi republikány a obecně konzervativci. Green New Deal představili demokraté za Massachusetts a New York, Ed Markley a Alexandria Ocasio-Cortezová – ta byla dlouhé měsíce po představení GND soustavně atakována kabelovým televizním kanálem Fox News orientovaným na republikánské voliče. GND byl označován jako „radikálně extrémistický“, „protiamerický“, „utopistický horor“, což doplňovaly vymyšlené fámy, že GND zbankrotuje a zničí celou zemi, bude znamenat konec konzumace masa a konec letecké dopravy. Útoky přispěly k přenesení programu do povědomí konzervativních posluchačů. V nadcházejících prezidentských volbách voliči považují životní prostředí (po reformě zdravotní péče, infrastruktury a sociální spravedlnosti) za jedno z nejdůležitějších témat. Z demokratických prezidentských kandidátů v USA GND podporují například Bernie Sanders a Elizabeth Warrenová, nepodporuje ho Joe Biden.